# 永光陵
永光陵，是中国五胡十六国汉光文帝刘渊的陵墓。
304年，匈奴人刘渊起兵反晋，308年，刘渊称汉皇帝，310年，刘渊死后，被葬在永光陵。刘渊墓在山西省臨汾市洪洞县姚庄村东南方，冢高三丈多，周围一百四十步，俗称刘坟。 